# Geovane (calciatore 1999)
Geovane da Silva de Souza, meglio noto come Geovane (Salvador, 2 marzo 1999), è un calciatore brasiliano, centrocampista del Portimonense.

## Carriera
Cresciuto nel settore giovanile del Ceará, esordisce in prima squadra il 2 marzo 2021, disputando l'incontro della Copa do Nordeste pareggiato per 1-1 contro l'ABC. Nella stessa stagione esordisce anche nella prima divisione brasiliana ed in Coppa Sudamericana, competizioni in cui disputa ulteriori partite anche nel 2022.

## Statistiche

### Presenze e reti nei club
Statistiche aggiornate al 27 aprile 2022.
| Stagione        | Squadra         | Campionato      | Campionato | Campionato | Coppe nazionali | Coppe nazionali | Coppe nazionali | Coppe continentali | Coppe continentali | Coppe continentali | Altre coppe | Altre coppe | Altre coppe | Totale | Totale |
| Stagione        | Squadra         | Comp            | Pres       | Reti       | Comp            | Pres            | Reti            | Comp               | Pres               | Reti               | Comp        | Pres        | Reti        | Pres   | Reti   |
| --------------- | --------------- | --------------- | ---------- | ---------- | --------------- | --------------- | --------------- | ------------------ | ------------------ | ------------------ | ----------- | ----------- | ----------- | ------ | ------ |
| 2021            | Ceará           | PD/CE+A         | 5+3        | 0          | CB              | 1               | 0               | CS                 | 1                  | 0                  | CdN         | 1           | 0           | 11     | 0      |
| 2022            | Ceará           | PD/CE+A         | 1+2        | 0          | CB              | 1               | 0               | CS                 | 2                  | 0                  | CdN         | 1           | 0           | 7      | 0      |
| Totale carriera | Totale carriera | Totale carriera | 11         | 0          |                 | 2               | 0               |                    | 3                  | 0                  |             | 2           | 0           | 18     | 0      |